# Arvicolinis
Els arvicolinis (Arvicolini) són una tribu de rosegadors de la família dels cricètids i la subfamília dels arvicolins que es troben a l'hemisferi nord. Un estudi publicat el 2021 conclogué que Arvicola divergia dels altres gèneres vivents de la tribu i que en realitat era el tàxon germà de la tribu dels lagurinis. La classificació més recent de la Societat Americana de Mastòlegs restringeix la tribu a Arvicola i inclou tots els seus anteriors membres vivents en la tribu dels microtinis.